# 隆背拟海鲂
隆背拟海鲂（学名：Cyttopsis cypho）為輻鰭魚綱海鲂目准的鯛科腹棘海魴屬的鱼类。分布于東南亞及澳洲北部海域，體長可達7.8公分，棲息在大陸棚及大陸坡。